# الزناتي خليفة (فلم)
الزناتي خليفة فيلم مصري أُنتج عام 1948، من تأليف حسن حلمي وأبو السعود الإبياري وإخراج حسن حلمي وبطولة عبد العزيز خليل وزوزو نبيل.

## فريق العمل
الإخراج: حسن حلمي
التأليف:
- أبو السعود الإبياري
- حسن حلمي

الإنتاج: أفلام محمد أمين
الممثلون:
- عبد العزيز خليل
- زوزو نبيل
- فؤاد جعفر
- أحمد البيه
- حسن كامل
- سهام رفقي
- عبد العليم خطاب
- سناء سميح

## روابط خارجية
- مقالات تستعمل روابط فنية بلا صلة مع ويكي بيانات